# Филинка
Филинка — река в России, протекает в Орловской и Тульской областях. Правый приток Зуши.

## География
Река Филинка берёт начало у деревни Красавка Чернского района Тульской области. Течёт на юг, пересекает границу Орловской области. Впадает в Зушу у посёлка Головкино Корсаковского района. Устье реки находится в 184 км по правому берегу реки Зуши. Длина реки составляет 26 км, площадь водосборного бассейна 174 км².
Река имела прежние названия «Малая Зуша» и «Филина Зуша (Зушица)». Наиболее крупный левый приток-ручей впадает в Филинку у посёлка Орлик.

## Данные водного реестра
По данным государственного водного реестра России относится к Окскому бассейновому округу, водохозяйственный участок реки — Ока от города Орёл до города Белёв, речной подбассейн реки — бассейны притоков Оки до впадения Мокши. Речной бассейн реки — Ока.
Код объекта в государственном водном реестре — 09010100212110000018124.